# E134
E134 eller Europaväg 134 är en Europaväg som går helt i Norge mellan Haugesund i Rogaland fylke och Vassum i Frogns kommun i Akershus fylke. Vägen har en längd av 472 kilometer.
Officiell sträckning: Haugesund – Haukeligrend – Drammen – Vassum. Anslutningar finns till E39, E18 och E6.

## Standard
Vägen har varierad standard, mestadels landsväg men även en kort sträcka motorväg. På många håll är vägen ganska krokig. Den har numera normal norsk bredd, cirka 7–8 meter, dvs två normala körfält på 3,5 meter utan eller med smal vägren.
I fjord- och fjälltrakterna finns flera långa tunnlar, summa 67 kilometers längd, den längsta på 9,3 kilometer. Vägen går över kalfjället en längre sträcka, och 1085 meter över havet som högst. Vägen över kalfjället är känslig för snöstormar på vintern, dock betydligt mindre känslig än Riksvei 7. Man kan numera lämpligen åka Oslo-Bergen via E134 och sedan Folgefonntunnelen och en färja.

## Historia
Vägen hette E76 före 1992 då nästan alla europavägsnummer i Norden gjordes om (i övriga Europa något tidigare). Det fanns inte plats för denna väg i det nya systemet, så den fick numret riksväg 11. Från slutet av 1990-talet återfick den europavägsstatus, då med det tresiffriga numret E134. Då gick E134 mellan centrum av Haugesund och E18 i Drammen.
Innan tunnlarna byggdes (i högfjället mestadels på 1960-talet) var vägen på många ställen mycket smal och brant, och uppfyllde absolut inte europavägskonventionens rekommendation på minst 8,5 meter, snarare var den 5 meter. Dessutom var framkomligheten osäker på vintern på fjället, mycket mer än nu.
E134 har förlängts med 40 kilometer genom att låta riksväg 23 bli E134, så att den passerar Oslofjordtunneln och slutar vid E6 vid Vassum. Det godkändes av FN i oktober 2016, trädde i kraft 5 december 2017, och omskyltades 12 november 2018. Lite tidigare, år 2011, förlängdes E134 med 12 km till Haugesunds flygplats.

## Klassificering av europavägar
Vägar med tresiffriga europavägsnummer mellan 100 och 199 är huvudeuropavägar om de har udda nummer, till exempel E105, medan de är sidoeuropavägar om de har jämna nummer. (Bara E134 och E136 finns). Alla med nummer 200–999 är sidoeuropavägar. Ursprungligen var alla tresiffriga sidoeuropavägar, men utökandet av europavägnätet österut i Ryssland och in i Kazakstan har skapat denna lösning eftersom numren "tog slut" vid E99 i västligaste Ryssland / Ukraina.

## Planer
- Ny sträcka över högfjället, cirka 60 kilometer. Kortar in vägen med cirka 15 kilometer.
- Förbättringar och omläggningar i Vestland fylke och Rogaland fylke.

## Bilder

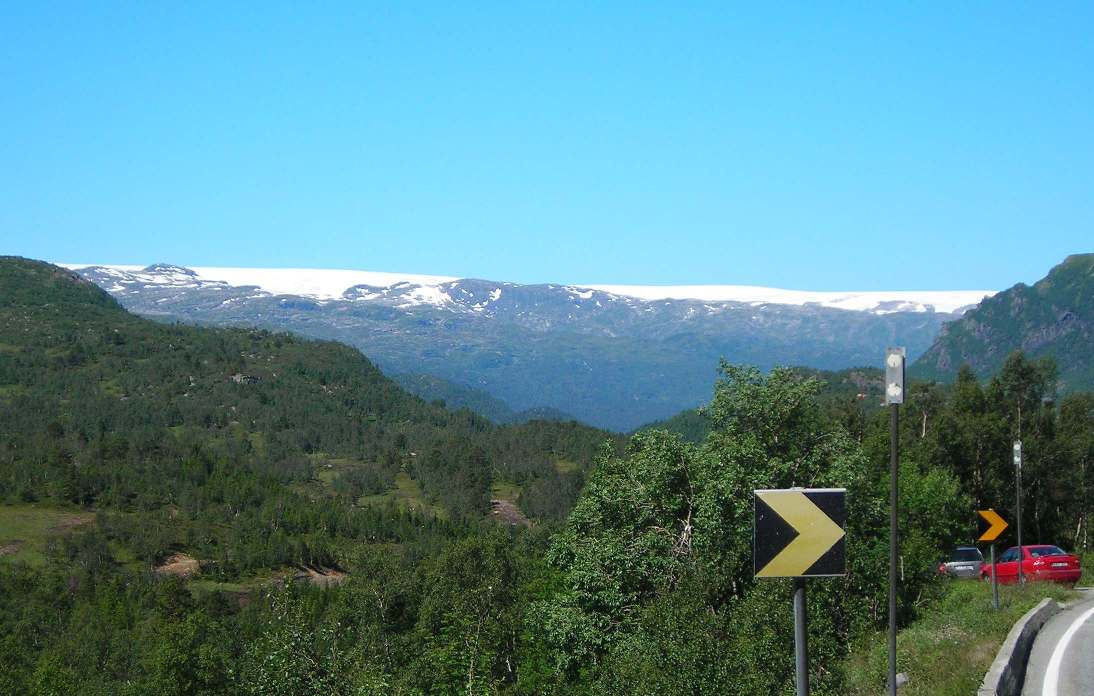
Folgefonna sedd från E134, nära Røldal.
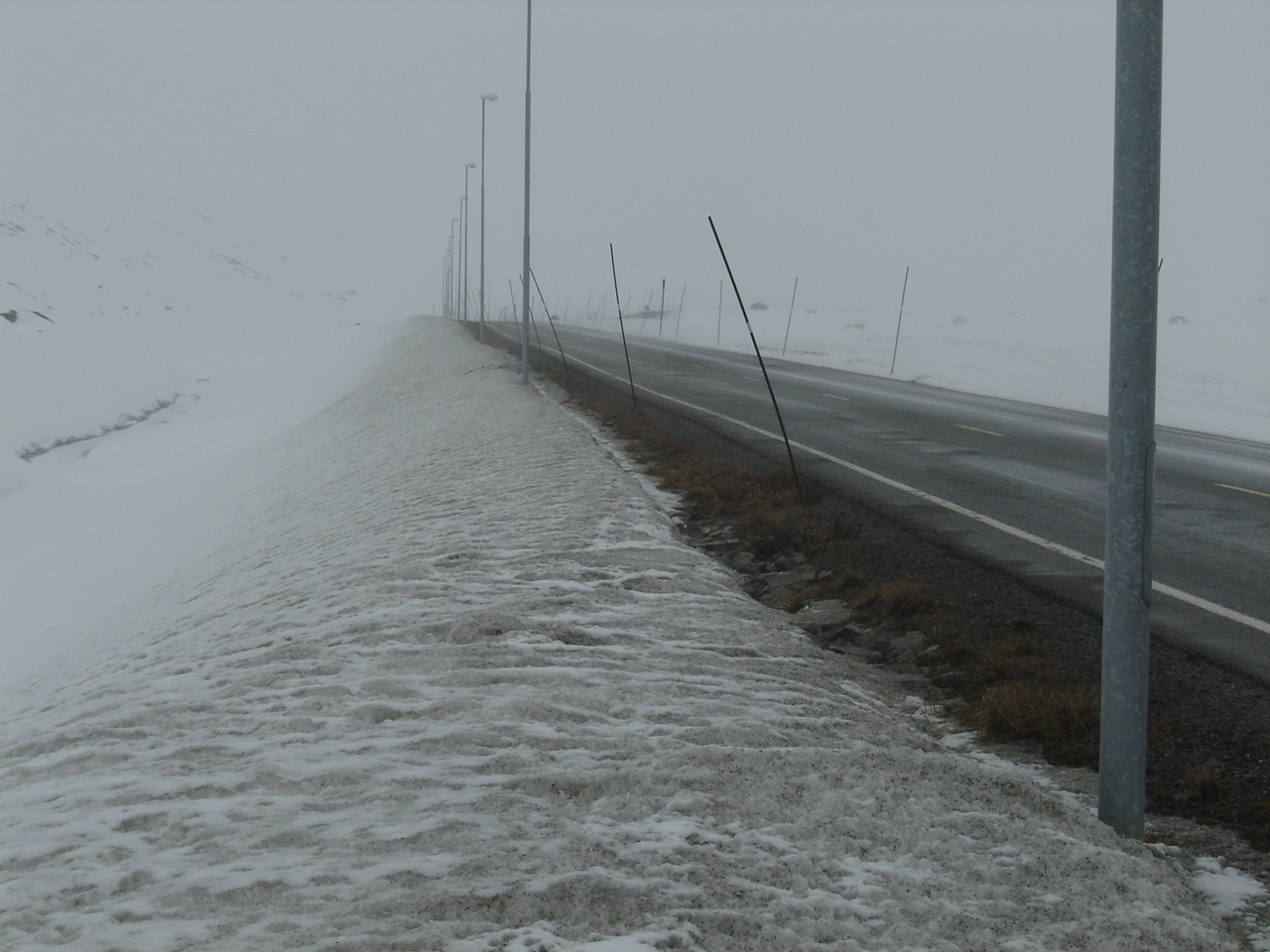
Högfjället i maj.
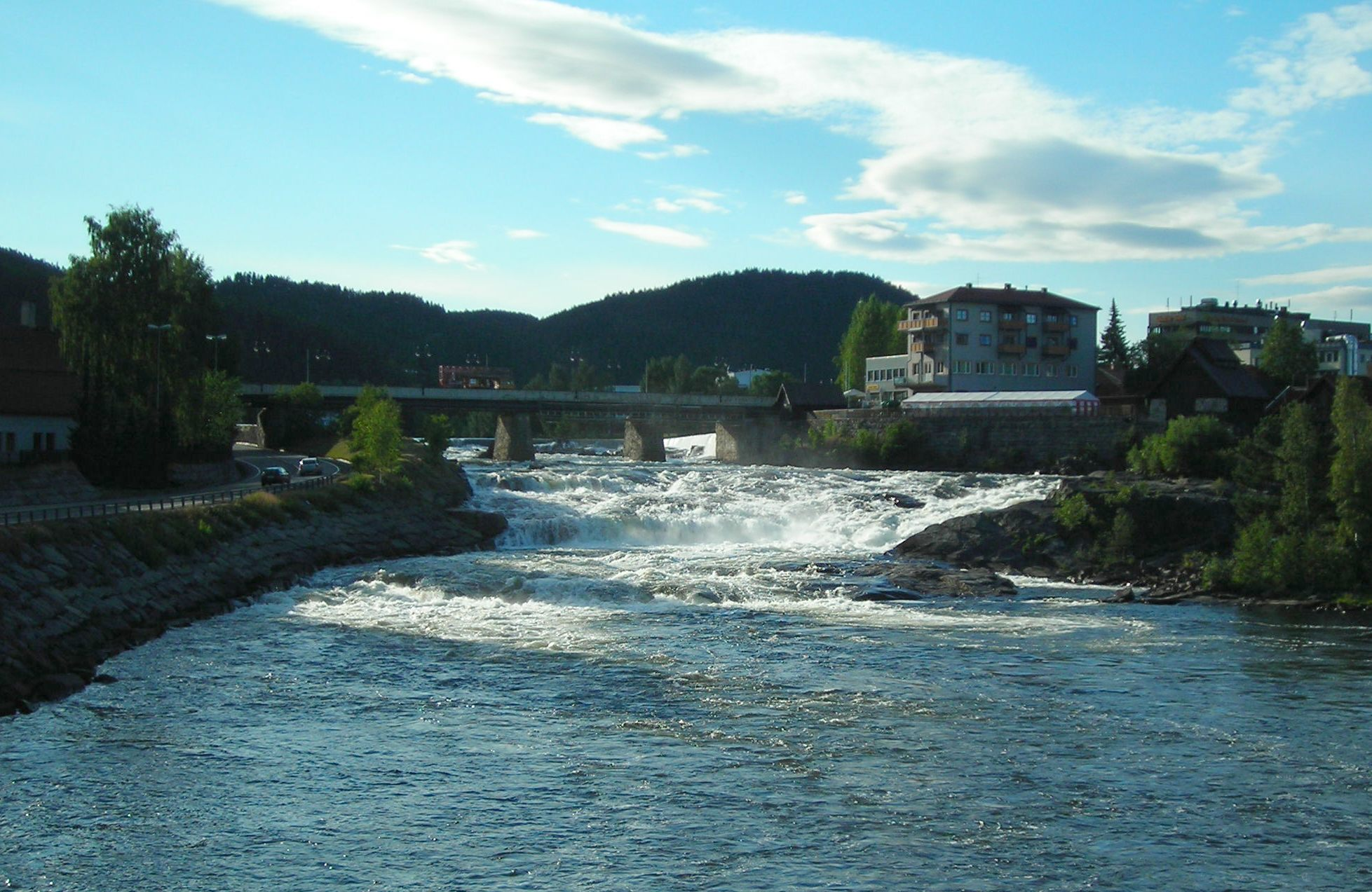
Numedalslågen vid Kongsberg. E134 går till vänster.